# Ranunculus cantoniensis
Ranunculus cantoniensis är en ranunkelväxtart som beskrevs av Dc.. Ranunculus cantoniensis ingår i släktet ranunkler, och familjen ranunkelväxter. Inga underarter finns listade i Catalogue of Life.